# Акропољ (Атина)
Акропољ (антгрч.  — акрополис; од  — акрос — „врх” и  — полис — „град”, дословце значи „град на брду”), је стјеновито брдо, античко светилиште посвећено грчкој богињи Атини заштитници града Атине, у самом центру долине Атике. Висине је око 150 m, a сам врх чини платформа димензија 300х150 m, гдје се налази архитектонски комплекс. Брдо је први пут утврђено зидовима у микенском периоду, а дијелови тих првих зидина су и данас видљиви, нарочито на југоистоку Пропилаје. Зидови утврђења који данас доминирају су изграђени послије персијских ратова у првој половини 5. вијека п. н. е, за вријеме Темистокла (сјеверни зид) и Кимона (јужни зид). Измјене су рађене у Периклово доба и касније, када је Акропољ постао главно упориште града.
Највеће и најљепше светилиште старе Атине, посвећено богињи Атини, доминира центар модерног града Атине, са стјеновитог узвишења. Најслављенији митови старе Атине, религиозни фестивали, најранији култови, као и други важни догађаји у историји града, су сви повезани са Акропољом. Споменици и грађевине Акропоља су у хармонији са својим природним окружењем. У овим јединствена дјелима античке архитектуре, комбинују се различити стилови класичне грчке архитектуре и умјетности, који су вјековима утјецали на многе друге културе и умјетности. Акропољ из 5. вијека п. н. е, је сликовит примјер раскоша, моћи о богатства Атине у златном добу Перикла.
Светилишту се приступа са запада, јединог могућег приступа, преко Болове капије, једне од двије капије које су саграђене послије инвазије херула у 3. вијеку, (германских племена са Скандинавије), или преко малих врата испод храма Атине Нике. На осталим странама брда постоје извори питке воде још од античког доба. Послије капије стиже се пред монументални улаз у светилиште, који се зове Пропилаје, изграђен у класично доба, који је пројектовао архитекте Мнесикла. Храм Атине Нике, изграђен око 420. п. н. е., а пројектовао га је и надгледао изградњу архитекта Каликрата, доминира јужни утврђени бедем Пропилаја. Близу храма налази се олтар Афродите Пандеме, од којег је сачуван само један дио. Супротно сјеверном крилу Пропилаја, налази се правоугаони олтар, познат под именом „олтар Агрипа”, пошто је у прошлости био мјесто гдје се чувао дар града града Атине римском војсковођи Марку Випсанију Агрипу.
У самом светилишту, срећу се мајсторска дјела класичне грчке архитектуре, саграђена углавном у 5. вијеку п. н. е, у доба Перикла. Партенон, као печат старе грчке цивилизације, је најупечатљивији од свих. Посвећен Атини Партенони, саграђен је у замјену за два ранија храма посвећена истој богињи. Између Партенона и Пропилаја, дуж јужног зида и ископани у стјеновитом тлу, налазе се темељи двије грађевине из 5. вијека п. н. е, Брауронијон, олтар у част Артемиди Брауроније и Калкотека, грађевина у којој су се налазили завјетни дарови у бронзи. Источно од Партенона, налази се мали кружни храм из 27. п. н. е., посвећен Августу и Риму. На најузвишенијој тачки, на источној страни узвишења, такође ископани у стјеновитом тлу, налазе се темељи олтара Зевсу Полијеусу. На сјеверној страни узвишења, налази се Ерехтеон, храм у јонском стилу посвећен богињи Атини и богу Посејдону Ерехтеусу, са својим познатим предворјем које доминирају каријатиде. Дуж јужног зида Ерехтеона налазе се темељи „Старог храма“, из 6. вијека п. н. е, у дорском стилу посвећен Атини Полијас, а који су уништили Персијанци 480. п. н. е. Нешто касније је обновљен, али је дефинитивно срушен 406. п. н. е. у другој персијској инвазији. Сјеверозападно од Ерехтеона, дуж сјеверног зида Акропоља, простире се Архефорион, мала квадратна грађевина, гдје су живјеле Архефорионе, младе жене које су на Пантенејема, фестивалу мистерије, биле задужене за приношење дарова Атини и учествовале у разним ритуалима иницијације.

## Историја

### Неолит, архајско и класично доба
Остаци првих насеља на Акропољу датирају још из периода неолита. Током вијекова, стјеновито брдо је непрекидно коришћено било као култно мјесто, било за становање или и једно и друго. Натписи на многим драгоценим понудама светилишту Атине (бронзане и глинене статуе и вазе) наводе да је култ богиње заштитнице града установљен још у архајском периоду (650—480. п. н. е.).
Комади керамике из доба неолита (4000/3500—3000. п. н. е.) и у близини Ерехтеона, раног и средњег бронзаног доба, показују да је брдо било настањено још у том раном периоду. Зид утврђења око Акропоља је изграђен око 13 вијека п. н. е, када је утврђење постало центар Микенског краљевства. Дијелови зида тог раног утврђења су дијеломично очувани у каснијим доградњама, те се његова историја може прилично прецизно утврдити. Акропољ је постао светилиште у 8. вијеку п. н. е, успостављањем култа Атини Полиас, чији се храм налази на сјевероисточном дијелу узвишења. Светилиште се развијало у периоду владавине Пизистрата, половином 6. вијека п. н. е, када је успостављен највећи религијски фестивал града, Панатинаја и када су изграђене прве монументалне грађевине Акропоља, такозвани „Стари храм” и Хекатомпедо, претеча Партенона, обе посвећене богињи Атини. Олтар Артемиде Брауроније и први монументални пропилон, су такође из овог периода. Многобројни раскошни завјетни дарови, као што су кураји у мермеру и коњаник, статуе у бронзи и теракоти, били су посвећени тим првим светилиштима. Многи од њих носе натписе које показују колико је био важан култ богињи Атини, још у архајском периоду. Када су Атињани побиједили Персијанце на Маратону, 490. п. н. е., почели су изградњу великог храма, такозваног пре-Партенона. Храм још није био завршен, када су Персијанци поново напали Атину, 480. п. н. е., опљачкали Акропољ и запалили све храмове.
Половином 5. вијека п. н. е, када је Акропољ постао сједиште Атинске лиге и Атина највећи културни центар античког доба, Перикле је започео веома амбициозан грађевински подухват, који је трајао током цијеле друге половине 5. вијека п. н. е. Атињани и странци су радили заједно на овом пројекту, за надницу у висини од једне драхме. Најважније грађевине Акропоља које се данас могу видјети, Партенон, Пропилаја, Ерехтеон и храм Атени Нике, су подигнути у том периоду под вођством најбољих архитеката, скулптора и умјетника свога времена. Храмови на сјеверној страни Акропоља, били су резервисани за ране атинске култове и олимпијске богове, док је јужни дио Акропоља посвећен култу Атини у њеним различитим облицима, као што је Полијас (заштитница града), Партено, Палас, Промако (богиња рата), Ергане (богиња ручног рада) и Нике (побједница). Послије пелопонеског рата, 404. п. н. е., и до краја 5. вијека п. н. е, нису грађене друге битније грађевине у Акропољу. 27. п. н. е., источно од Партенона, подигнут је мали храм посвећен Августу и Риму. У римско доба, иако су друга грчка светилишта пљачкана и оштећивана, Акропољ је наставио да привлачи раскошне побожне дарове вјерности. Послије инвазије херула, у 3. вијеку, изграђен је нови зид утврђења, са двије капије на западној страни. Једна од њих, такозвана Болова капија, која је добила име по француском археологу из деветнаестог вијека, је сачувана до данас.

### Почеци хришћанства, средњи вијек и модерно доба
У наредним вјековима, споменици на Акропољу су подносили природне, али и људске интервенције. Послије успостављана хришћанства, и нарочито у 6. вијеку, храмови Акропоља су постали хришћанска светилишта и претварани у цркве. Партенон је тада био посвећен Марији Партенона (Богородици Марији), да би касније промијенио име у Панагија Атиниотиса (Богородица Атине), а служио је и као катедрала града у 11. вијеку. Ерехтејон је тада био посвећен Спаситељу (Сотир или Панаге). Храм Атине Нике је постао капела, а Пропилаји пребивалиште архиепископа атинске архиепископије.
У средњем вијеку, Акропољ је био у улози тврђаве града. За вријеме крсташких похода, Атина је пала под франачку окупацију која је трајала више од два вијека, од 1204. до 1456. године. Пропилаји су тада претворени у сједиште и пребивалиште франачког владара. У периоду Османског царства (1456—1833), Пропилаји су постале сједиште команданата турских војних трупа. Млечани, под Мороцинијем су опсједали Акропољ 1687. године, и 26. септембра су бомбардовали и уништили Партенон, који је тада служио као магацин муниције Отоманске војске. Лорд Елџин је проузроковао најозбиљнију штету у периоду између 1801. и 1802. године, односећи комплетну скулптуралну декорацију Партенона, храмова Атине Нике и Ерехтејона, коју је касније продао Британском музеју у Лондону. Акропољ су Грци коначно повратили 1833. године, за вријеме Грчког рата за независност. Акропољ је мјесто гдје је Одисеј Андроутсос унапријеђен у првог војсковођу нове грчке војске.
Послије ослобађања Грчке од Турака, споменици Акропоља су пали под заштиту новоосноване грчке државе. Ограничена археолошка истраживања су обављена у периоду од 1835. до 1837. године, да би у периоду од 1885. до 1890. године, Акропољ био систематски прекопаван под вођством грчког археолога Панајотиса Кавадије.

## Партенон
Партенон, посвећен Атини Партено, заштитници града, је без сумње, најоригиналнија творевина атинске демократије у највишој тачки њене моћи. Такође је најљепша грађевина Акропоља, како у самој концепцији тако и у егзекуцији. Изграђен између 447. и 438. п. н. е., као дио великог Перикловог грађевинског подухвата, овај такозвани Периклов Партенон (Партенон III), је замијенио један ранији храм у мермеру (Партенон II), који је грађен послије битке на Маратону, негдје око 490. п. н. е. и који су Персијанци срушили 480. п. н. е. Партенон II је замијенио један још ранији, први Партенон (Партенон I), који је грађен око 570. п. н. е.
У склопу великог плана реизградње Акропоља, у Периклово златно доба, Партенон су пројектовали архитекте Иктинос и Каликрат, док је скулптор Фидија надгледао изградњу и дизајнирао комплетну скулптуралну декорацију Партенона, као и монументалну позлаћену скулптуру Атине. Изградња је почела 447., а завршена је 438. п. н. е. Радови на спољашњој декорацији и рељефима на фризу су настављени све до 432. п. н. е.
Иако је правоугаони Партенон у бијелом мермеру оштећиван током вијекова и уништен или нестао већи дио скулптура које су га украшавале, његова основна структура је остала нетакнута. Колонада избразданих, стубова без основе са квадратним капителима стоји на тростепеној основи стилобата и држи наткровни опшив или кровну структуру, која се састоји од равног архитрава, или блокова мермера; фриза од наизмјеничних триглифа (вертикално ижлебљених блокова) и метопа (изглачаних блокова рељефа скулптура); а на источним и западним крајевима, троугластих забата, такође са рељефом скулптура. Колонада, коју чини 8 стубова на источној и западној и 17 на сјеверној и јужној страни, затвара унутрашњу правоугаону комору, која је изворно била подијељена на три дијела преко двије мање колонаде у дорском реду, које су се затварале на западу тачно иза култне статуе Атине. Једина свјетлост је стизала преко источних улазних врата, изузев можда свјетлости која је пролазила кроз мермерни прекривач на крову.

## Ерехтејон
Елегантна грађевина, Ерехтејон, на сјеверној страни светилишта Акропоља, изграђена је у периоду између 421. и 406. п. н. е., у замјену за један ранији храм посвећен Атини Полијас, такозвани „Стари храм”. Име Ерехтејон, које је једино тако помињао Паусанија (грчки историчар и географ из 2. вијека п. н. е. — 1, 26, 5), долази од имена грчког митског краља Атине, Ерехтјуса, који је симболизован у овом храму. Други текстови помињу овај храм једноставно као „храм” или „Стари храм”. Ерехтејон дугује своју необичну форму неправилностима терена (ниво терена се разликује у три метра између источне и западне стране) и чињеници да је био намијењен различитим култовима. Источна страна је посвећена Атини Полијас, док је западна страна служила култу Посејдона-Ерехтејуса, као и жртвеник у част Хефеста и Воута, брата Ерехтејусовог. По миту, Атинина света змија је живјела у овом храму. У њему се такође налазио гроб Кекропса и остаци легендарних свађа између Атине и Посејдона за превласт над Атином.

## Пропилеји
Пропилеји су монументална улазна врата Акропоља, која су се налазала на крају стрме рампе које их је повезивала са Атином. 400. године п. н. е., када су Атињани пролазили кроз та врата, већ су се налазили у Акропољу, комплексу који је био тврђава, светилиште, али и мјесто цивилних светковина.
Пропилеји атинског Акропоља су изграђена на западној страни брда, гдје је некада била капија микенске тврђаве. Први пропилеји или капија, конструисани су у доба Пизистрата, половином 6. вијека п. н. е, нешто касније него што је Акропољ постао светилиште посвећено Атини. Новије Пропилеје, изграђене у периоду од 510—480. године п. н. е., уништили су Персијанци 480. године п. н. е. Обнављање је почело након Грчко-персијских ратова, у епоси утврђивања зидина Акропоља под Темистоклом и Кимоном. Изградња монументалних Пропилеја је дио великог грађевинског пројекта у Периклово доба, у периоду између 437—432. године п. н. е., по пројекту архитекте Мнесикла, а послије завршетка радова на Партенону. Изворни грађевински план је био нарочито одважан, како у архитектонским, тако и у умјетничким оквирима, али није никада завршен.

## Храм Атине Нике
Мали али елегантни храм Атине Нике, који се налази на југоисточном дијелу Акропоља, био је свето мјесто још у периоду микенске цивилизације, 1400. п. н. е. Негдје око 565. п. н. е., Атињани су конструисали на том мјесту светилиште посвећено Атини Нике, богињи побједници, који је уништен током персијске инвазије 480. п. н. е. Храм који се и данас може видјети, највероватније је конструисан у Периклово доба, у склопу његовог великог грађевинског подухвата. На фризу од мермера, који се налази на горњем дијелу храма, представљена је грчка побједа над Персијанцима у бици на Платеји, 479. п. н. е. Иако изграђен у стилу класичне грчке архитектуре, у храму се налазе два отвора кроз које се опажају темељи из микенског доба, на којима храм лежи, намјерно остављени у част предака из бронзаног доба.

## Музеј Акропоља
Музеј је смјештен југоисточно од узвишења Акропоља. У њему се чувају археолошки експонати по хронологији свог настанка, почевши од Архајског (800—600. п. н. е.), преко Класичног (500—400. п. н. е.) и Хеленистичког (300. п. н. е.) до Римског периода. Међу многобројним другим истакнутим уметничким делима која су смештена у 9 просторија музеја, ту се налазе скулптуре и рељефи, који припадају фризевима, педиментима, и метопама, Партенона, Ерехтеона и храма Атине Нике. Такође се може видјети и збирка „Кора” (шест статуа младих девојака са карактеристичним архајским осмехом на лицу).